# 836 Йола
836 Йола (836 Jole) — астероїд головного поясу, відкритий 23 вересня 1916 року.
Тіссеранів параметр щодо Юпітера — 3,649.